# Abuk
Abuk war in der Mythologie der Dinka die erste, von dem Gott Nhialic erschaffene Frau, Urmutter und Schutzgöttin der Frauen und der Gärten.  Sie verursacht nach der Dinka-Überlieferung Wind (ayum) und Tau (alwet). In mancher Überlieferung ist sie die Mutter des Regengottes Deng oder Danka. Ihr Zeichen ist eine kleine Schlange. In der Dinka-Schöpfungsgeschichte verschuldete sie die Trennung von Himmel und Erde.
Abuk und Garang sind bei den Dinka verbreitete Namen.